# Quaternion hyperbolique
L'algèbre des quaternions hyperboliques est un objet mathématique promu à partir de 1890 par Alexander Macfarlane. L'idée fut mise à l'écart, à cause de la non-associativité de la multiplication, mais elle est reprise dans l'espace de Minkowski. Comme les quaternions de Hamilton, c'est une algèbre réelle de dimension 4.
Une combinaison linéaire:
{\displaystyle q=a+b\mathrm {i} +c\mathrm {j} +d\mathrm {k} }
est un quaternion hyperbolique si  {\displaystyle a,b,c} et {\displaystyle d} sont des nombres réels, et les unités {\displaystyle 1,\mathrm {i} ,\mathrm {j} ,\mathrm {k} } sont telles que :
{\displaystyle {\begin{cases}\mathrm {i} \mathrm {j} =-\mathrm {j} \mathrm {i} =\mathrm {k} \\\mathrm {j} \mathrm {k} =-\mathrm {k} \mathrm {j} =\mathrm {i} \\\mathrm {k} \mathrm {i} =-\mathrm {i} \mathrm {k} =\mathrm {j} \\\mathrm {i} ^{2}=\mathrm {j} ^{2}=\mathrm {k} ^{2}=\mathrm {i} \mathrm {j} \mathrm {k} =+1\end{cases}}}
Soit : 
| {\displaystyle \cdot }       | {\displaystyle 1}            | {\displaystyle \mathrm {i} }  | {\displaystyle \mathrm {j} }  | {\displaystyle \mathrm {k} }  |
| {\displaystyle 1}            | {\displaystyle 1}            | {\displaystyle \mathrm {i} }  | {\displaystyle \mathrm {j} }  | {\displaystyle \mathrm {k} }  |
| {\displaystyle \mathrm {i} } | {\displaystyle \mathrm {i} } | {\displaystyle 1}             | {\displaystyle \mathrm {k} }  | {\displaystyle -\mathrm {j} } |
| {\displaystyle \mathrm {j} } | {\displaystyle \mathrm {j} } | {\displaystyle -\mathrm {k} } | {\displaystyle 1}             | {\displaystyle \mathrm {i} }  |
| {\displaystyle \mathrm {k} } | {\displaystyle \mathrm {k} } | {\displaystyle \mathrm {j} }  | {\displaystyle -\mathrm {i} } | {\displaystyle 1}             |

La différence entre les quaternions et les quaternions hyperboliques est donc la valeur du carré {\displaystyle \mathrm {i} ^{2}=\mathrm {j} ^{2}=\mathrm {k} ^{2}=+1}. Elle vaut {\displaystyle -1} pour les quaternions et {\displaystyle +1} pour les quaternions hyperboliques.
Bien que ces unités ne respectent pas l'associativité, l'ensemble {\displaystyle \{1,\mathrm {i} ,\mathrm {j} ,\mathrm {k} ,-1,-\mathrm {i} ,-\mathrm {j} ,-\mathrm {k} \}} forme un quasigroupe. 
Exemple de non-associativité : {\displaystyle \left(\mathrm {i} \mathrm {j} \right)\mathrm {j} =\mathrm {k} \mathrm {j} =-\mathrm {i} } alors que {\displaystyle \mathrm {i} \left(\mathrm {j} \mathrm {j} \right)=\mathrm {i} \times 1=\mathrm {i} }.
Si l'on définit le conjugué {\displaystyle q^{*}} de {\displaystyle q} par
{\displaystyle q^{*}=a-b\mathrm {i} -c\mathrm {j} -d\mathrm {k} }
alors le produit 
{\displaystyle \|q\|:=qq^{*}=a^{2}-b^{2}-c^{2}-d^{2}} est la forme quadratique utilisée dans l'espace de Minkowski, pour la convention {\displaystyle +---}.
Soit {\displaystyle X(\mathrm {c} t,x,y,z)} un point de l'espace temps et {\displaystyle X^{*}(\mathrm {c} t,x,y,z)} son conjugué. {\displaystyle \|X\|=\mathrm {c} ^{2}t^{2}-x^{2}-y^{2}-z^{2}} est le carré de la pseudo-norme de {\displaystyle X} dans l'espace de Minkowski.